# Pla de Dalt de Domeny
El Pla de Dalt de Domeny és un jaciment a la part final de la vall del Llémena, a Girona (Gironès), en el límit amb el de Sant Gregori, inclòs a l'Inventari del Patrimoni Arqueològic i Paleontològic de Catalunya.

## Història
Descobert per Joan Abad, membre de l'Associació Arqueològica de Girona, durant la construcció d'un polígon industrial.
Els primers materials arqueològics documentats a la zona són fruit de la recollida de membres de l'Associació Arqueològica de Girona sobre el terreny i, principalment, a les piles de terres acumulades per les obres de construcció.
Vista la importància de les troballes, s'efectuà una intervenció arqueològica d'urgència (any 1999) durant la qual s'obriren diverses cales a diferents camps i s'efectuà una prospecció en superfície a tota l'àrea afectada per les obres.
Durant les obres de control i seguiment de l'autopista AP-7 del 2010 i 2011 es va comprovar que hi havia afectació sobre aquest jaciment. El lloc es trobava molt alterat per les tasques agrícoles, però malgrat aquest fet, es va recollir una gran quantitat d'indústria lítica.

## Troballes
La seqüència estratigràfica identificada al lloc és la següent: el primer i base correspon a una colada basàltica sobre la segona terrassa del Ter. Els tres següents presenten blocs erosionats de colada basàltica amb sediments detrítics. El conjunt lític recuperat durant la campanya d'excavacions consta de 502 objectes. Pràcticament la totalitat del material fou recollit en superfície. Les cales només han  proporcionat 7 objectes. Les matèries primeres utilitzades per a la producció lítica van ser seleccionades dels materials aportats pel riu Ter, principalment són còdols de quars, quarsita i pòrfir. S'observa una especialització en la producció tècnica d'unifacials uniangulars (pics) i una absència en la configuració d'útils bifacials.
El material recuperat al jaciment presenta unes característiques que són atribuïbles a un moment cultural corresponent a finals del Plistocè Mitjà (entre uns 300.000 i 100.000 anys) tot i que probablement cronològicament cal situar-lo a la data més moderna d'aquest interval.
Al sector 1 es van recuperar 680 objectes lítics que, tots ells, es trobaven en posició secundària degut a la forta antropització del terreny per motius de caràcter agrícola. Aquest conjunt s'ha de relacionar amb les ocupacions neandertals.
El sector 2 va ser menys intervingut per les seves reduïdes dimensions, però també pel fet que es tractava d'un terreny fortament alterat per anteriors activitats antròpiques (tasques agrícoles i la construcció de l'autopista als anys 60 del segle XX).
Durant prospecció en el sector 3 va ser la localització d'un nucli bifacial de quars en context arqueològic, dins d'un paquet arqueològic equiparable al nivell 4 de 'Domeny Industrial'.
Al sector 4, els sondeigs van consistir en l'elaboració de múltiples rases i de dues cales de quadrat de 3 x 3 metres per tal d'abastar i perforar el màxim terreny possible amb l'objectiu arqueològic de recuperar el major nombre possible d'eines de pedra tallada atribuïbles al paleolític inferior que, en total, van ser de 247. Posteriorment, durant la fase de control de moviment de terres al jaciment es van recuperar més de 2.0000 objectes lítics d'entremig de les terres remogudes per les màquines excavadores.
Com a conclusions de l'excavació arqueològica, cal destacar que en un estat excel·lent de conservació s'han localitzat nombroses eines de pedra dels modes tècnics 2 (acheulià) i 3 (mosterià), tallers lítics, remuntatges i un trespeus que ens proporcionen una informació molt valuosa sobre la seva vida quotidiana i les seves formes d'hàbitat en aquells espais situats a l'aire lliure. La memòria de la intervenció de 2011-2012 inclou anàlisis traciològiques dels artefactes lítics, anàlisis antracològiques (carbons), sedimentològics i geològics.